# پالاتزولو دلو استلا
پالاتزولو دلو استلا (به ایتالیایی: Palazzolo dello Stella) یک کومونه در ایتالیا است که در استان اودینه واقع شده‌است. پالاتزولو دلو استلا ۳۴٫۴ کیلومتر مربع مساحت و ۳٬۰۲۸ نفر جمعیت دارد و ۵ متر بالاتر از سطح دریا واقع شده‌است.